# Nabis kerasphoros
Nabis kerasphoros är en insektsart som först beskrevs av George Willis Kirkaldy 1907.  Nabis kerasphoros ingår i släktet Nabis och familjen fältrovskinnbaggar.

## Underarter
Arten delas in i följande underarter:
- N. k. kerasphoros
- N. k. purpureus